# Ernst Fritz Fürbringer
Ernst Fritz Fürbringer (n. 27 iulie 1900, Braunschweig, Imperiul German – d. 30 octombrie 1988, München, RFG) a fost un actor de film  german. A apărut în 130 de filme între 1933 și 1983. 

## Biografie
S-a născut în Brunswick, Germania și a murit la Munchen, Germania.

## Filmografie
- Die große und die kleine Welt (1936)
- Street Music (1936) - Geschäftsführer im Café 'Dorado'
- Dinner Is Served (1936) - Charles, the Servant
- Du bist mein Glück (1936)
- Truxa (1937) - Garvin, Illusionist
- Ein Volksfeind (1937) - Ministerialrat
- The Stars Shine (1938) - Hans Holger - Filmregisseur
- Dreizehn Mann und eine Kanone (1938)
- Water for Canitoga (1939) - Sheriff von Canitoga
- Fasching (1939) - Direktor Peter Wendland
- Der singende Tor (1939) - Defense lawyer
- Casa lontana  (1939) - Lorenzo Perelli
- The Fire Devil (1940) - Fürst von Metternich
- The Girl from Barnhelm (1940) - Von Schornow
- Carl Peters (1941) - Count Wehr-Bandelin
- Venus on Trial (1941) - Paul Dreysing, Zeichner
- Kameraden (1941) - Gesandter Graf Saint Marsan
- Alarmstufe V (1941) - Director Gentzmer
- Vienna Blood (1942) - Metternich
- Die heimlichen Bräute (1942)
- Andreas Schlüter (1942) - Baron Eosander, Hofarchitekt
- The Endless Road (1943) - General Jackson
- Die unheimliche Wandlung des Axel Roscher (1943) - Eveillard, amerikanischer Zahnarzt
- Titanic (1943) - Sir Bruce Ismay
- I Need You (1944) - Dr. Max Hoffmann
- Ein Blick zurück (1944) - Professor Ammerfors
- Ich bitte um Vollmacht (1944) - Lawyer Dr. Norbert Hartwig
- Der Fall Molander (1945)
- Geld ins Haus (1947) - Rienösl, Advokat
- Ghost in the Castle (1947) - Alexander Graf
- Der Herr vom andern Stern  (1948) - Doctor
- The Trip to Marrakesh (1949) - Jean
- Der große Fall (1949) - Ein undurchsichtiger Herr
- Crown Jewels (1950)
- Border Post 58 (1951) - Grenzpolizeiinspektor Hirzinger
- The Lady in Black (1951) - Bankier Petterson
- The Blue Star of the South (1951) - Niccolini
- Captive Soul (1952)
- Two People (1952) - Monsignore
- The Blue and White Lion (1952) - Vorsitzender des Gerichts
- Captain Bay-Bay (1953) - Präfekt
- The Chaplain of San Lorenzo (1953) - Prosecutor
- A Heart Plays False (1953)
- Jackboot Mutiny (1955) - Generalfeldmarschall Erwin von Witzleben
- Heiße Ernte  (1956) - Hubert Scharfenberg
- King in Shadow (1957) - (nemenționat)
- The Girl and the Legend (1957) - Lord Horace
- The Devil Strikes at Night (1957) - Justice Dr. Schleffien
- The Crammer (1958) - School inspector Wagner
- Resurrection (1958) - Oberst
- Der Frosch mit der Maske (1959) - Sir Archibald
- The Man Who Walked Through the Wall (1959) - Arzt
- Mrs. Warren's Profession (1960) - Praed
- The Crimson Circle (1960) - Sir Archibald Morton
- The Terrible People (1960) - Sir Archibald
- You Must Be Blonde on Capri (1961) - von Straaten
- The Puzzle of the Red Orchid (1962) - Sir John (nemenționat)
- Tim Frazer  (1963, miniserial TV) - Donald Edwards
- Die zwölf Geschworenen  (1963, film TV) - Juror 4
- Zwei Whisky und ein Sofa  (1963) - Hartmann
- A Mission for Mr. Dodd (1964) - Sir Gerald Blythe
- Dead Woman from Beverly Hills (1964) - Profesor Sostlov
- The Curse of the Hidden Vault (1964) - Connor
- Lausbubengeschichten  (1964) - Schuldirektor
- Tante Frieda – Neue Lausbubengeschichten (1965) - Schuldirektor (nemenționat)
- Kommissar X – In den Klauen des goldenen Drachen (1966) - Professor Akron
- Arde Parisul? (1966) - General von Voineburg
- Der Tod läuft hinterher  (1967, miniserial TV) - Police Inspector Brown
- Der Monat der fallenden Blätter (1968, film TV) - Prof. Harold Hilliard
- Aventurile lui Tom Sawyer (1968) - narator (versiunea germană)
- Moartea lui Joe Indianul (1968) - narator (versiunea germană)
- Hannibal Brooks (1969) - Elephant Keeper Kellerman
- Die Konferenz der Tiere  (1969) - The Elephant (voce)
- Ludwig auf Freiersfüßen (1969) - Schuldirektor
- Father Brown (1970-1972, serial TV) - Inspector Gilbert Burns
- Tiger Gang (1971) - Prof. Tavaria / Frank Stefani
- Sie liebten sich einen Sommer  (1972) - Professor Schott
- Night Flight from Moscow (1973) - Pastor (nemenționat)
- Bei Westwind hört man keinen Schuß  (1976, film TV) - Dr. Schlünz
- Wallenstein  (1978, miniserial TV) - Field Marshal Tilly
- Vom Webstuhl zur Weltmacht (1983, serial TV) - Emperor Frederick III
- Derrick (1983, Episode 4: "Der Täter schickte Blumen") - Herr Baruda
- Vor dem Sturm  (1984, miniserial TV) - Prinz Ferdinand
- Der Sonne entgegen (1985, serial TV) - Professor Lembach
- Derrick (1985, episodul 6: "Das tödliche Schweigen") - Stargard
- The Black Forest Clinic (1986-1987, serial TV) - Konstantin Taubricht